# Saison 3 de Archer
 (septembre 2022).
Le contenu est difficilement compréhensible vu les erreurs de traduction, qui sont peut-être dues à l'utilisation d'un logiciel de traduction automatique.
Chronologie
Saison 2 Saison 4
Cet article présente les épisodes de la troisième saison de la série télévisée d'animation Archer.

## Épisodes

### Épisode 1:Frères de la côte,1repartie(Heart of Archness, Part 1)
Frères de la côte, 1re partie
Sterling Archer a disparu depuis trois mois. Depuis la mort de sa fiancée, Katya Kazanova, aux mains de Barry Dylan, il vit son deuil à sa manière, ce qui signifie apparemment s'occuper d'un bar et coucher avec des jeunes mariés sur une île fictive de Polynésie française (après tout, s'il ne peut pas vivre une vie de bonheur conjugal, personne ne le peut !). Malory Archer envoie Rip Riley (exprimé par Patrick Warburton), un ancien agent de l'ISIS, pour trouver et récupérer Archer. Rip retrouve Archer avec facilité, mais le ramener à New York est plus compliqué lorsque l'on y ajoute les bouffonneries d'Archer et un équipage de Pirates. 

### Épisode 2:Frères de la côte,2epartie(Heart of Archness, Part 2)
Frères de la côte, 2e partie
Après avoir été capturé par des pirates, Archer apparaît comme le roi des pirates, mais il a un peu plus qu'il ne peut mâcher, obtenant peu d'aide de son premier compagnon, Noah. Pendant ce temps, ses collègues de l'ISIS poursuivent leurs tentatives pour le sauver, en quelque sorte. 

### Épisode 3:Frères de la côte,3epartie(Heart of Archness, Part 3)
Frères de la côte, 3e partie
Archer, Lana, Ray, Rip Riley et Noah tentent de s'échapper de la forteresse pirate de l'île de Pangu, tandis que Malory s'oppose à la négociation de leur rançon. Une bagarre éclate entre Archer et Bucky, et Ray et Lana sont blessés par des balles perdues. Après qu'Archer ait insulté sa mère au téléphone pour sa promiscuité, elle change furieusement d'avis et lui dit qu'il est seul. Lors de leur tentative d'évasion, Archer est tenté d'abandonner les autres pour participer à un jeu de crosse pirate, mais Lana menace de mettre fin à leur amitié s'il le fait. Ils reviennent à ISIS et Bucky est arrêté tandis que Ray devient un utilisateur de fauteuil roulant. 

### Épisode 4:L'homme de Jupiter(The Man from Jupiter)
L'homme de Jupiter
Sterling Archer (H. Jon Benjamin) boit dans un bar et après avoir tenté en vain de prendre une femme pour le sexe, un homme à proximité se moque de l'incident d'Archer. Lorsque Sterling le menace, l'homme le soumet facilement. Sterling réalise soudain que l'homme est son idole, Burt Reynolds. Après avoir dit à Burt à quel point il était fan, Archer apprend que, à sa grande horreur, Burt sort avec sa mère Malory Archer (Jessica Walter). Un Sterling choqué s'évanouit dans l'établissement et le lendemain est vu avec un œil au beurre noir. Sterling suppose qu'il s'agissait d'une "réaction involontaire".
Malory informe Sterling qu'un groupe de tueurs à gages cubains a établi un mandat contre lui, ce qui rend Sterling encore plus furieux. Burt appelle alors Malory et l'invite à une première de film ce soir-là. Plus tard dans la journée, cependant, Malory reçoit une lettre de Reynolds, disant qu'il la quitte pour une femme plus jeune et qu'il retourne "à Tinseltown". Cependant, Lana Kane (Aisha Tyler) comprend rapidement que la lettre a été écrite par Sterling lui-même (citant qu'aucun acteur vedette n'utilise le terme "Tinseltown"). Elle comprend rapidement que Sterling a rendu visite à Burt, l'endort avec du gaz assommant et l'emmène à son appartement. Lana, avec Cyril Figgis (Chris Parnell) et Ray Gillette(Adam Reed), vont tenter de raisonner Sterling. Une fois là-bas, ils rencontrent l'équipe de frappe cubaine, qui pense que Gillette est le vrai Sterling sur la base de la photo de reconnaissance qu'ils ont (prise lors des événements de "Honeypot") et une fusillade commence. Pendant ce temps, Sterling tient Burt en otage, promettant de ne plus jamais le laisser sortir avec sa mère, mais il est interrompu par la fusillade entre les agents de l'ISIS et les Cubains. Alors qu'ils partent, Sterling se prépare à les poursuivre, mais Burt dit que Sterling ne pourra pas les rattraper et qu'il le peut. Sterling accepte un pari: si Burt ne peut pas les rattraper, il partira pour Hollywood et n'appellera plus jamais Malory, et s'il le fait, il peut être autorisé à continuer à sortir avec Malory. Sterling accepte cela, ce qui se traduit par une poursuite en voiture mouvementée qui effraie certains Sterling, malgré la conduite experte de Burt qui lui permet de réaliser de nombreuses cascades de conduite hollywoodiennes. Pendant ce temps, Burt dit à Sterling qu'il doit arrêter de penser à Malory comme sa mère et plutôt la considérer comme une personne ayant des besoins émotionnels (et sexuels) et qu'il devrait penser à son bonheur et non au sien. Cela semble influencer Sterling et à ce moment-là, Burt a pu rattraper les agents de l'ISIS et les Cubains et sauver les agents de l'ISIS. Le groupe d'alors revient à un Malory au cœur brisé. Sterling s'excuse d'avoir écrit la fausse lettre et Burt emmène Malory à leur rendez-vous à la première du film. 

### Épisode 5:El Contador
El Contador
Cyril est promu agent de terrain, tandis que Malory institue une politique stricte de dépistage des drogues pour ses employés, dont aucun ne convient au personnel d'ISIS. Alors que Cyril est promu agent de terrain, il accompagne Sterling et Lana en Amérique du Sud pour récolter une prime de 1 000 000 $ sur Román Calzado . Ray, Cheryl et Pam savent qu'ils ne réussiront pas le test de dépistage de drogue, alors ils demandent au docteur Krieger de les aider. Krieger leur vend le "Krieger Kleanse", qui, selon lui, débarrassera leur corps des drogues détectables, mais il ne leur dit pas que cela provoque également des hallucinations sauvages. 
Calzado capture Lana et Archer et prévoit de les chasser. Cyril se fait passer pour "El Contador" (le comptable) sous prétexte d'aider Calzado. Cyril prévoit de chasser Lana et Calzado chassera Archer. Cyril rattrape Lana, et ils utilisent Archer comme appât pour capturer Calzado (après un bref combat). Cependant, ils n'ont pas reçu de reçu lorsqu'ils se sont rendus à Calzado, donc ISIS ne reçoit aucune récompense. 

### Épisode 6:Sur les rails(The Limited)
Sur les rails
À la gare Grand Central, Lana, Cyril et Malory escortent le terroriste menotté Kenny Bilko dans un TGV dans le cadre d'une mission pour le ramener au Canada où il sera placé sous la garde de la Gendarmerie royale du Canada. Bilko est membre du Front de libération de la Nouvelle-Écosse et proteste contre son traitement. Malory traite le portier George de manière minable et espère qu'une mission réussie aboutira à un travail de la GRC. Archer arrive en retard et ivre et le groupe monte dans le train juste au moment où il débarque. 

### Épisode 7:Un cadeau éphémère(Drift Problem)
Un cadeau éphémère
Lorsque son cadeau d'anniversaire, une voiture d'espion, lui est volé, la quête d'Archer pour la retrouver le mène à un conflit avec des yakuzas. 

### Épisode 8:Lo Scandalo
Lo Scandalotitre français inconnu
Malory prétend avoir été accusée d'avoir tué son amant de longue date, le premier ministre italien, et le gang doit l'aider à dissimuler rapidement le crime. 

### Épisode 9:Agriculture irraisonnée(Bloody Ferlin)
Agriculture irraisonnée
Archer et Lana découvrent que Ray a simulé sa paralysie depuis le début lorsqu'il a été surpris en train de voler des armes à l'ISIS. Ray doit aider son frère trafiquant de drogue (ou "fermier"), ce qui conduit à un voyage dans la ville natale de Ray, Ferlin, en Virginie-Occidentale, où Ray demande à Cheryl de se faire passer pour sa femme. 

### Épisode 10:Liaisons secrètes(Crossing Over)
Liaisons secrètes
Lorsque Barry devient chef du KGB, Jakov décide de faire défection aux  États-Unis sous la protection de l'ISIS. Archer se retrouve en couple avec une femme qui lui offre le meilleur sexe de sa vie : Pam. 

### Épisode 11:Renaissances(Skin Game)
Renaissance
Krieger fait revivre Katya en tant que cyborg mais Archer est secoué par sa nature inhumaine malgré son amour pour elle. Barry revient pour se venger. 

### Épisode 12:Les mutins de l'espace 1
Les mutins de l'espace 1
La station spatiale internationale Horizon envoie un signal de détresse à l'agence ISIS, indiquant que le vaisseau spatial a été attaqué. Anthony Drake (Bryan Cranston), le commandant de la station, a exhorté l'ISIS à aider l'équipage à contrôler la situation. Une Lana Kane (Aisha Tyler) réticente est la première à s'inquiéter de la question, car aucune d'entre elles n'a suivi de formation en vue d'un vol. Malgré ces inquiétudes, Malory Archer (Jessica Walter) s'empresse d'accepter le poste pour un gain financier. Les agents de terrain d'ISIS, à l'exception de Sterling Archer (H. Jon Benjamin), qui est évalué par le docteur Algernop Krieger (Lucky Yates) à des fins médicales - sont soumis à des régimes de base d'astronaute en prévision du vol, y compris un simulateur de vol (qu'Archer fait écraser Cyril) et un entraînement en apesanteur, ce qui amène Lana à vomir abondamment à cause de l'absence de gravité.
L'ISIS est contraint d'abandonner l'entraînement à la mission en raison de contraintes de temps. Après que la navette spatiale Intrepid soit sortie de l'atmosphère terrestre, Drake leur présente les plans d'Horizon, qui est envahi par de soi-disant "mutins". Le plan de Drake est de combattre les mutins et de rejoindre ses hommes sur le pont. Le groupe est aidé par un fusil à impulsion M41A, qui est réglé sur deux modes : en mode kill, l'arme tire des munitions à plasma létales, tandis que l'arme sert de tranquillisant en mode étourdissant. En effet, le mode paralysant peut potentiellement déclencher un arrêt cardiaque, comme cela a été prouvé lorsqu'Archer tire accidentellement sur Cyril Figgis (Chris Parnell), qui est ensuite ressuscité après une défibrillation. La trajectoire de la navette est déviée d'Horizon, qui s'avère plus tard être causée par Cheryl Tunt (Judy Greer) et Pam Poovey (Amber Nash), qui sont hébergées dans une cargaison. Archer est alors mis en probation dans la cale, après avoir tiré sur Pam avec son fusil à impulsion. Alors que l'Intrepid atterrit sur un port de l'Horizon, Lana, Cyril et Ray Gillette (Adam Reed) entrer dans le vaisseau spatial avec Drake. Submergé par le nombre de mutins, Archer rejoint plus tard leurs efforts après avoir été libéré par Pam. Le groupe réussit à se rendre au pont, où il est révélé que Drake et ses hommes sont les vrais mutins, et son véritable plan était d'attirer Lana sur la station pour devenir un reproducteur pour la colonisation de Mars. 

### Épisode 13:Les mutins de l'espace 2
Les mutins de l'espace 2
Archer, Lana, Ray et Cyril sont ensuite kidnappés par le commandant Drake et son agrégation, après avoir découvert que son intention principale était de terraformer Mars. Pendant ce temps, Drake envoie une partie de son équipage à la recherche de Pam, Cheryl et Malory, qui attendent dans l'Intrepid. Dans la tenue, Lana enlève son costume afin de distraire le garde avec ses seins. Tout en réussissant à distraire le garde, il active plus tard la brèche de sécurité. Après s'être échappé de leur exploitation, le groupe rencontre un groupe de scientifiques, qui les informent que les hommes de Drake se dirigent vers l'Intrepid pour se lancer vers Mars. Alors que Cheryl séduit Drake avec son personnage autoproclamé de "reine martienne", Pam le prend en otage, tenant un fusil à impulsion contre sa tête.
Après que les agents de l'ISIS se soient réunis et que l'équipage mutiné de Drake ait accepté de se rendre afin d'empêcher sa mort, Drake a une dépression nerveuse, déclarant que l'humanité est condamnée et se tue avec le fusil de Pam. Cyril, surpris par le coup de feu soudain, ouvre lui-même le feu, tuant trois personnes (dont l'une était le seul pilote capable de la navette autre que Drake). Pour aggraver la situation, Barry Dylan (Dave Willis) défie Archer de le combattre dans l'espace. Malgré les railleries rigoureuses et dégradantes de Barry, Archer décline finalement son offre. Après qu'Archer ait fait un acte d'humilité, Cyril vise les lancements sur le jet de Barry, l'échouant ensuite sur l'Horizon. Alors que le groupe s'approche de la piste d'atterrissage, Archer, qui souhaite s'attribuer le mérite de l'atterrissage, perturbe le changement de direction, provoquant l'écrasement du vaisseau spatial. Par la suite, tous les agents de l'ISIS, à l'exception d'Archer, se sont révélés blessés, en particulier Ray, qui est maintenant paralysé de la taille aux pieds (ce qu'il avait ironiquement prétendu être plus tôt dans la saison). 

## DVD
- États-Unis :
- L'intégrale de la saison 3 est sortie le 8 janvier 2013 chez Twentieth Century Fox, l'audio est uniquement en anglais (ASIN B007CO5MVE)